# 구원 (영화)
《구원》은 2021년에 개봉한 대한민국의 영화이다.

## 캐스팅
- 김대건 : 최석재 역
- 이상인 : 반효정 역
- 고관재 : 고달수 역
- 김정팔 : 임 형사 역
- 장재희 : 채린 역
- 김경룡 : 주현배 역
- 이제후 : 덕구 역
- 허린 : 진숙 / 최석재 아내 역
- 주석제 : 김 집사 역
- 장햇님 : 최 집사 역
- 우가은 : 춘자 역
- 길종관 : 종관 역
- 조윤호 : 배씨 역
- 문태수 : 황씨 역
- 이현지 : 양 간호사 역
- 서지원 : 김 간호사 역
- 김형식 : 영동파 두목 역
- 홍승일 : 영동파 부두목 역
- 이세민 : 영동파 1 역
- 이건록 : 달수파 2 역
- 이순모 : 달수파 3 역
- 서진원 : 김봉기 반장 역
- 윤동주 : 의경 1 역
- 최재원 : 의경 2 역
- 남소하 : 윤락녀 1 역
- 조성희 : 윤락녀 2 역
- 정소영 : 현배 처 역
- 김영희 : 김 마담 역
- 송임정 : 다방 레지 역
- 문아람 : 농협 직원 역
- 최영규 : 카센터 직원 역
- 강원 : 불륜남 역
- 감례인 : 연주 모 역
- 감소현 : 연주 역
- 김보규 : 여신도 1 역
- 임서은 : 여신도 2 역
- 오지혜 : 라디오 디제이 역
- 옐요르 : 사창가 손님 역
- 최홍일 : 최 시장 역 (우정출연)
- 김동균 : 송 이장 역 (우정출연)